# Француска на Летњим олимпијским играма 1896.
Тринаест спортиста из Француске такмичило се у шест спортова на првим Олимпијским играма 1896. одржаним у Атини. Француска је била четврта земља по успеху јер је освојила 5 златних од укупно освојених 11 медаља. Бициклизам је спорт у којем су француски такмичари имали највише успеха, јер су у потпуности доминирали и победили у четири од шест дисциплина. Француска екипа је учествовала у 27 такмичења у десет дисциплина и освојила 11 медаља.

## Освајачи медаља
Француска је завршила у укупном скору као четврта земља по броју медаља са пет златнх, 4 сребрне и 2 бронзане медаље.

### Злато
- Леон Фламан – Бициклизам, 100 км мушкарци
- Ежен Анри Гравелот – Мачевање, флорет аматери, мушкарци
- Пол Масон – Бициклизам, 333,3 м мушкарци
- Пол Масон – Бициклизам, спринт 2 km, мушкарци
- Пол Масон – Бициклизам, 10 км мушкарци

### Сребро
- Анри Кало – Мачевање, флорет аматери. мушкарци
- Леон Фламан – Бициклизам, 10 км мушкарци
- Жан Морис Пероне – Мачевање, флорет професионални тренери, мушкарци
- Александар Туфери – Атетика, троскок. мушкарци

### Бронза
- Леон Фламан – Бициклизам, спринт 2 км, мушкарци
- Албен Лермизио – Атлетика, 1.500 м мушкарци

## Резултати по дисциплинама

### Атлетика
Француски атлетичари су освојили две медаље једну сребрни и једну бронзану.
| Дисциплина    | Позиција | Атлетичар          | Предтакмичење | Финале               |
| ------------- | -------- | ------------------ | ------------- | -------------------- |
|               |          |                    |               |                      |
| 100 м         | -        | Алфонс Гризел      | непознато     | није стартовао       |
|               |          |                    |               |                      |
| 400 м         | -        | Алфонс Гризел      | непознато     | није се квалификовао |
| 400 м         | -        | Франц Решел        | непознато     | није се квалификовао |
|               |          |                    |               |                      |
| 800 м         | –        | Албен Лермизио     | 2:16.6        | није стартовао       |
| 800 м         | –        | Жорж де ла Незијер | непознато     | није се квалификовао |
|               |          |                    |               |                      |
| 1.500 м       | 3        | Албен Лермизио     | н/п           | 4:37.0               |
|               |          |                    |               |                      |
| 110 м препоне | –        | Франц Решел        | непознато     | није стартовао       |
|               |          |                    |               |                      |
| маратон       | 9        | Сократис Лагудакис | н/п           | непознато            |
| маратон       | –        | Албен Лермизио     | н/п           | одустао на 32 км     |
|               |          |                    |               |                      |
| скок удаљ     | –        | Алфонс Гризел      | н/п           | непознато            |
| скок удаљ     | –        | Александар Туфери  | н/п           | непознато            |
|               |          |                    |               |                      |
| троскок       | 2        | Александар Туфери  | н/п           | 12,70 м              |
|               |          |                    |               |                      |
| бацање диска  | –        | Алфонс Гризел      | н/п           | непознато            |
|               |          |                    |               |                      |

### Бициклизам
Француска је доминирала у Бициклистичким дисциплимама освајајући 4 од 6 дисциплина. По три су освојили Пол Масон који је победио у свим дисциплинама у којима је учествовао и Леон Фламан додавањем четврте златне и по једну сребрну и бронзану. Преостале две златне освојили су други бициклисти, када у тим дисциплинама нису учествовали Масон и Фламан.
| Дисцилина   | Место | Бициклиста  | Време/Дистанца |
| ----------- | ----- | ----------- | -------------- |
|             |       |             |                |
| 333,3 м     | 1     | Пол Масон   | 24,0           |
| 333,3 м     | 5     | Леон Фламан | 27,0 сек       |
|             |       |             |                |
| спринт 2 км | 1     | Пол Масон   | 4:58,2         |
| спринт 2 км | 3     | Леон Фламан | непознато      |
|             |       |             |                |
| 10 км       | 1     | Пол Масон   | 17:54,2        |
| 10 км       | 3     | Леон Фламан | 17:54,2        |
| 100 км      | 1     | Леон Фламан | 3,08:19,2      |
|             |       |             |                |

### Мачевање
| Дисциплина                      | Место | Мачевалац          | Резултат | Резултат | Тушеви | Тушеви | Група     | Финале               |
| Дисциплина                      | Место | Мачевалац          | Добио    | Изгубио  | За     | Против | Група     | Финале               |
| ------------------------------- | ----- | ------------------ | -------- | -------- | ------ | ------ | --------- | -------------------- |
|                                 |       |                    |          |          |        |        |           |                      |
| Флорет за аматере               | 1     | Ежен Анри Гравелот | 4        | 0        | 12     | 7      | 1 група B | Победа 3-2           |
| Флорет за аматере               | 2     | Анри Кало          | 3        | 1        | 11     | 7      | 1 група A | пораз 3-2            |
| Флорет за аматере               | 5     | Анри Делаборд      | 1        | 2        | 5      | 8      | 3 група A | није се квалификовао |
|                                 |       |                    |          |          |        |        |           |                      |
| Флорет за професионалне тренере | 2     | Жан Морис Пероне   | 0        | 1        | 1      | 3      | н/п       | изгубио 3-1          |
|                                 |       |                    |          |          |        |        |           |                      |

#### Појединачни резултати у флорету за аматере
- Анри Кало

| Меч    | Победник                     | Тушеви | Поражени                            |
| ------ | ---------------------------- | ------ | ----------------------------------- |
| A2     | Анри Кало Француска          | 3-2    | Јоанис Пулос Грчка                  |
|        |                              |        |                                     |
| A4     | Анри Кало Француска          | 3-1    | Анри Делаборд Француска             |
|        |                              |        |                                     |
| A5     | Анри Кало Француска          | 3-1    | Перикле Пиеракос Мавромихалис Грчка |
| Финале | Ежен Анри Гравелот Француска | 3-2    | Анри Кало Француска                 |

- Анри Делаборд

| Меч | Победник                            | Тушеви | Поражени                |
| --- | ----------------------------------- | ------ | ----------------------- |
| A1  | Перикле Пиеракос Мавромихалис Грчка | 3-1    | Анри Делаборд Француска |
|     |                                     |        |                         |
| A4  | Анри Кало Француска                 | 3-1    | Анри Делаборд Француска |
|     |                                     |        |                         |
| A6  | Анри Делаборд Француска             | 3-1    | Јоанис Пулос Грчка      |
|     |                                     |        |                         |

- Ежен Анри Гравелот

| Меч    | Победник                     | Тушеви | Поражени                           |
| ------ | ---------------------------- | ------ | ---------------------------------- |
| B2     | Ежен Анри Гравелот Француска | 3-2    | Атанасиос Вурос Грчка              |
|        |                              |        |                                    |
| B4     | Ежен Анри Гравелот Француска | 3-2    | Костантинос Комниос Милиотис Грчка |
|        |                              |        |                                    |
| B5     | Ежен Анри Гравелот Француска | 3-1    | Јоргос Балакакис Грчка             |
| Финале | Ежен Анри Гравелот Француска | 3-2    | Анри Кало Француска                |

#### Појединачни резултати у флорету за професионалне тренере
| Меч    | Победник              | Тушеви | Поражени                   |
| ------ | --------------------- | ------ | -------------------------- |
| Финале | Леонидас Пиргос Грчка | 3-1    | Жан Морис Пероне Француска |

#### Резултати по нацијама
| Противници по нацијама | Победе | Порази | Проценат |
| ---------------------- | ------ | ------ | -------- |
| Грчка                  | 6      | 2      | .750     |
|                        |        |        |          |
| Укупно међунаеродно    | 6      | 2      | .750     |
| Француска              | 2      | 2      | .500     |
|                        |        |        |          |
| Укупно                 | 8      | 4      | .667     |

### Гимнастика
Гризел се такмичио у гимнастици на разбоју. Није освојио медаљу, а пласман му је непознат, јер није било оцена, а судијски жири којем је председавао грчки принц Ђорђе је одређивао прву двојицу.
| Дисциплина | Место | Гимнастичар   |
| ---------- | ----- | ------------- |
|            |       |               |
| Разбој     | 3-18  | Алфонс Гризел |
|            |       |               |

### Стрељаштво
Лермизио се такмичио у дисциплини војничка пушка. Његов резултат и пласман су непознати.
| Дисциплина     | Место | Стрелац        | Резултат  | Хитаца    |
| -------------- | ----- | -------------- | --------- | --------- |
|                |       |                |           |           |
| Војничка пушка | –     | Албен Лермизио | непознато | непознато |
|                |       |                |           |           |

### Тенис
Само један француски тенисер понат по презимену Дефер учествова је на појединачном турниру. Поражен је у првом колу.
| Дисциплина  | Позиција | Такмичар | Прва рунда                           | Четвртфинале         | Полуфинале           | Финале               |
| ----------- | -------- | -------- | ------------------------------------ | -------------------- | -------------------- | -------------------- |
|             |          |          |                                      |                      |                      |                      |
| појединачно | 8        | Дефер    | Поражен од Дионисиос Касдаглис Грчка | Није се квалификовао | Није се квалификовао | Није се квалификовао |
|             |          |          |                                      |                      |                      |                      |

| Противник | Победа | Изгубљене | Проценат |
| --------- | ------ | --------- | -------- |
| Грчка     | 0      | 1         | .000     |
|           |        |           |          |
| Укупно    | 0      | 1         | .000     |